# كونيميتسو سيكيجوتشي
كونيميتسو سيكيجوتشي (باليابانية: 関口 訓充) (مواليد 26 ديسمبر 1985) هو لاعب كرة قدم ياباني يلعب حاليا لصالح سيريزو أوساكا في الدوري الياباني الممتاز. يلعب مع منتخب اليابان لكرة القدم منذ عام 2010.

## وصلات خارجية
- كونيميتسو سيكيجوتشي على موقع رابطة كرة القدم اليابانية للمحترفين (اليابانية)
- كونيميتسو سيكيجوتشي على موقع قاعدة بيانات كرة القدم.إي يو (الإنجليزية)
- كونيميتسو سيكيجوتشي على موقع ناشيونال فوتبول تيمز (الإنجليزية)
- كونيميتسو سيكيجوتشي على موقع Soccerway.com (الإنجليزية)
- كونيميتسو سيكيجوتشي على موقع عالم كرة القدم.نت (الإنجليزية)
- كونيميتسو سيكيجوتشي على موقع كووورة

- National Football Teams
- Japan National Football Team Database